# فار بسبع ترواح (فلم)
فار بـ 7 ترواح (أي فأر بسبع أرواح) هو فيلم كوميدي مصري صدر عام 2025.، ويدور حول قصة فريدة تتناول جثة تنتقل عبر سبع قصص مختلفة، كل منها منفصلة ولكنها مترابطة، ولكل قصة موقعها وإطارها وشخصياتها الخاصة. الفيلم من إخراج هاني حمدي، وتأليف محمد سمير مبروك، وإنتاج شركة "إن إم سي فيلمز" ويضم الفيلم نخبة من الفنانين، من بينهم إدوارد، ندى موسى، محمد أوتاكا، محمود حافظ، سليمان عيد، ومحمد رضوان".
تدور أحداث الفيلم حول جثة غامضة تجد طريقها عبر سبع قصص منفصلة ولكنها مترابطة، حيث تظهر في سياقات مختلفة تتراوح بين المواقف الكوميدية الساخرة والمفارقات الغريبة. كل قصة تقدم مجموعة من الشخصيات الفريدة التي تتفاعل مع هذه الجثة بطرق غير متوقعة، مما يخلق سلسلة من الأحداث المضحكة والمربكة. الفيلم يستخدم هذا الإطار لاستكشاف مواضيع مثل المصادفة، سوء الفهم، والتفاعلات البشرية في مواقف غير عادية، مع الحفاظ على نبرة كوميدية خفيفة وساخرة.
لاقى الفيلم استحسانًا من الجمهور عند عرضه الأول في دور السينما في مصر والسعودية في أبريل 2025، حيث جذبت القصة الفريدة وأداء الممثلين الكوميدي انتباه المشاهدين. وصفت بعض المراجعات الفيلم بأنه "ممتع ومبتكر"، مع الإشادة بالطريقة التي يربط بها القصص المختلفة مع الحفاظ على الإيقاع السريع. ومع ذلك، أشار بعض النقاد إلى أن بعض القصص كانت أقوى من غيرها من حيث العمق السردي.
على مواقع التواصل الاجتماعي، أشاد المشاهدون بالكيمياء بين الممثلين، خاصة بين محمد لطفي وسليمان عيد،. حقق الفيلم نجاحًا تجاريًا جيدًا، حيث تصدر شباك التذاكر في الأسابيع الأولى من عرضه في مصر.

## وصلات خارجية
- مقالات تستعمل روابط فنية بلا صلة مع ويكي بيانات